# 大平俊堅
大平 俊堅（おおひら としかた）は、安土桃山時代から江戸時代初期の武将。

## 生涯
祖父俊家は近江国甲賀郡岩室に住んだため岩室氏を称したが、父家次の代に大平氏に戻した。祖父は足利義輝に仕えたが、永禄の変の際に戦死。そのため父は甲賀に退去していた。後に父は織田信孝に仕えたため、自身も同じく信孝の家臣となった。天正11年（1583年）織田信孝が死去すると父と共に甲賀に隠退したが、後に九鬼嘉隆・池田景雄・青山忠成の客将となっている。後に父は徳川家康に仕えたが、自身は文禄元年（1592年）徳川秀忠の側衆となった。
慶長5年（1600年）会津征伐に従軍して宇都宮城まで従ったが、後に主命を帯びて山岡景友と共に近江で一揆の先導を命じられ、甲賀へと赴いた。大坂の陣にも従軍し、慶長20年（1615年）夏の陣では坂崎直盛隊の先駆けとなって功名をあげ、秀忠に賞された。この後、直盛と行軍の前後をめぐって論争を起こしている。戦後は褒章として黄金を与えられたが、本多正信はこの黄金を感状にも等しいものであると説いている。元和9年（1623年）大奥広敷番を命じられる。所領は大坂の陣後、上野国に200石を与えられていたが、家光の代に武蔵国児玉郡に移された。寛永11年（1638年）老齢をもって辞職。子は夭折していたため、服部氏から婿養子をとって家督を継がせた。